# Osdagessen
Osdagessen oder Audaxen ist eine heute auf dem Gebiet von Wethen gelegene Wüstung im Landkreis Waldeck-Frankenberg, direkt an der Landesgrenze zu Nordrhein-Westfalen.
Osdagessen lag 1,5 km südwestlich von Germete zwischen dem Königsberg und dem Kälberbach.

## Geschichte

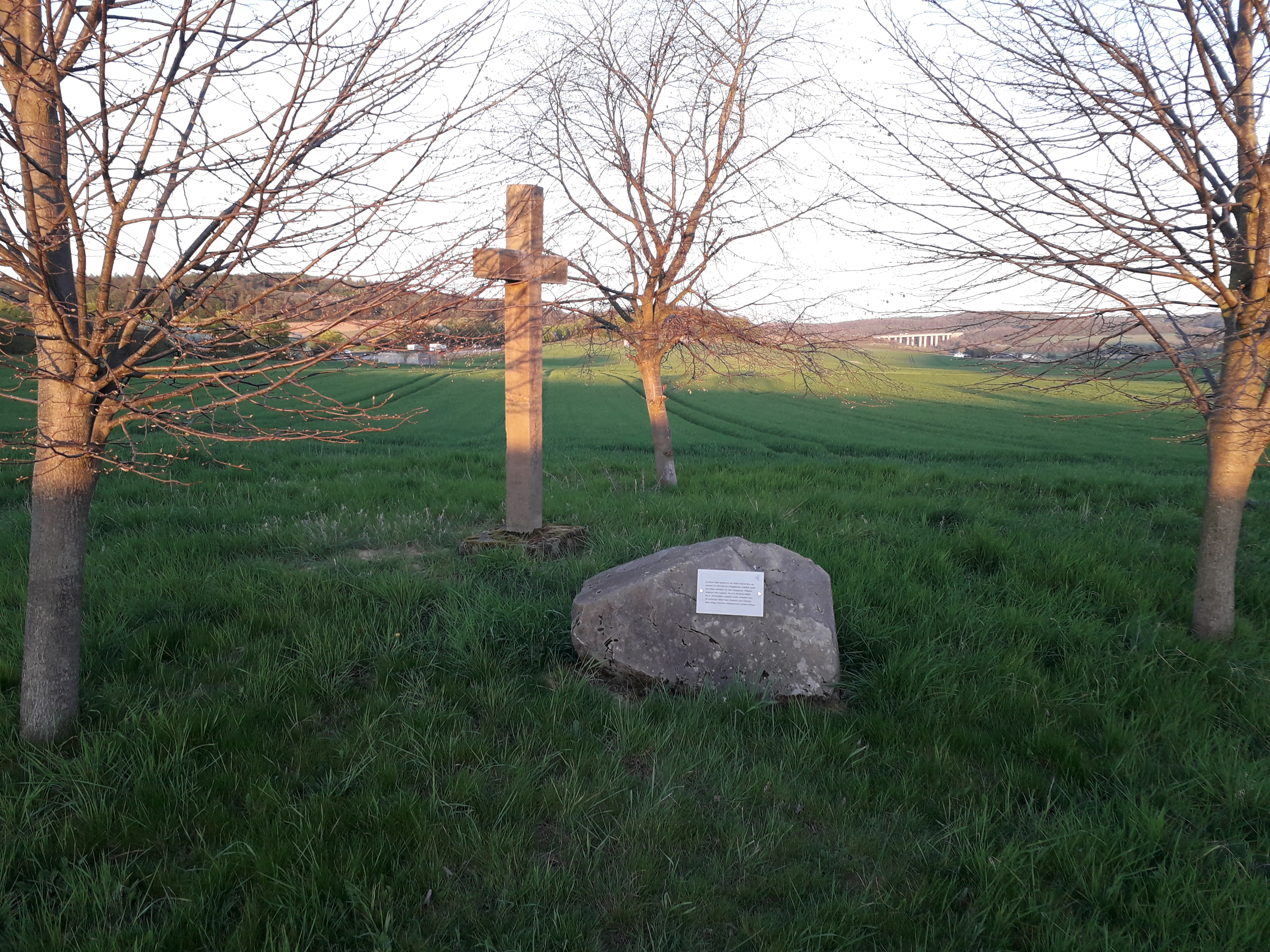
Gedenkkreuz am ehemaligen Standort der Kirche, unterhalten vom Schützenverein Germete

Osdagessen wurde 868 in der Gründungsurkunde des Stiftes Heerse erwähnt. Die Corveyer Traditionen erwähnten den Ort als Osdageshusen. „Im 10. Jahrhundert haben das Kloster Corvey und das Bistum Paderborn Besitz in Audaxen. 1036 beurkundet Bischof Meinwerk von Paderborn die Gründung des Stifts Busdorf und bestätigte ihm Besitz in Audaxen.“
Heinrich der Löwe überließ dem Kloster Hardehausen zwischen 1148 und 1154 ein Gut in Audaxen; der Bischof von Paderborn überließ demselben Kloster 1155 Land und ein Gut. Der Ort war Anfang des 13. Jahrhunderts im Besitz des Busdorfstifts, 1338 gehörte er zur Hälfte dem Bischof von Paderborn, zur anderen den Rabe von Pappenheim.
Der Ort war namensgebend für das Ministerialengeschlecht von Osdagessen, das zum ersten Mal 1126 bezeugt wurde und später auch nach seinem Hofamt beim Paderborner Bischof als Osdagessen/Marschall bezeichnet wurde.
Die Kirche wurde 1320 durch die urkundliche Nennung eines Pfarrers von Osdagessen bezeugt und ebenso in einem nach 1468 geschriebenen Verzeichnis der Güter und Rechte des Klosters Wormeln. Die Kirche in Germete dürfte Filialkirche der Kirche von Osdagessen gewesen sein.
Die Bewohner verließen das zum Waldecker Gebiet gehörende Dorf im 16. Jahrhundert, „vielleicht als Folge der Reformation“. „Neun Familien zogen nach Germete, und die Fundation der ‚Audaxer‘ Kirche, die aus zwei Hufen Land bestand, fiel an die Pfarrei Germete. Heute erinnert noch ein Kreuz unter der ‚Austerlinde‘ […] an den Standort der ehemaligen Audaxer Kirche.“ Die Germeter Feldmark reichte in Folge der Übersiedlung ins Gebiet der Grafschaft Waldeck hinein. Von Germete gingen früher Prozessionen zur Austerlinde.